# اچ‌ام‌اس ایوان (۱۸۴۵)
اچ‌ام‌اس ایوان (۱۸۴۵) (به انگلیسی: HMS Terrible (1845)) یک کشتی بود که طول آن ۲۲۶ فوت ۲ اینچ (۶۸٫۹۴ متر) بود. این کشتی در سال ۱۸۴۵ ساخته شد.